# Château de Maillou
Le château de Maillou se trouve à Saint-Saturnin en Charente, en France.

## Historique
La première mention de Maillou date du XVe siècle. Les terres de la paroisse de Saint-Saturnin relèvent directement de la châtellenie d'Angoulême, car il n'y a pas de château seigneurial. Maillou était un fief, comme Tarsac, Mouillac, Moulède, Beauregard, etc. En fait il s'agissait d'un hameau, possédé par les seigneurs de Mosnac (1457-1571), avec en particulier un « hôtel, mainement ou hébergement ».
En 1539, la propriété est cédée aux Nesmond, famille de marchands puis de juristes, originaires d'Angoulême, qui en deviennent seigneurs à part entière en 1579.
En 1580, François Nesmond, conseiller d'État et président du parlement de Bordeaux, édifie le donjon et l'aile nord.
Calvin aurait peut-être habité le château, mais la confusion est possible car il a été hébergé au logis de la paroisse, près de l'église, accueilli par Louis du Tillet, archidiacre de la cathédrale en 1534 et 1562, où on trouve encore ladite chambre de Calvin, et où il aurait écrit ses "Commentaires",.
André Nesmond (1553-1616), fils de François et qui possède les mêmes fonctions dû au soutien de la reine Marie de Médicis, refait l'aile orientale.
En 1712, le château passe à Henry Rambaud, écuyer, seigneur de Bourg-Charente, Torsac et Saint-Saturnin. Les Rambaud le garderont un siècle.

Maillou en 1880
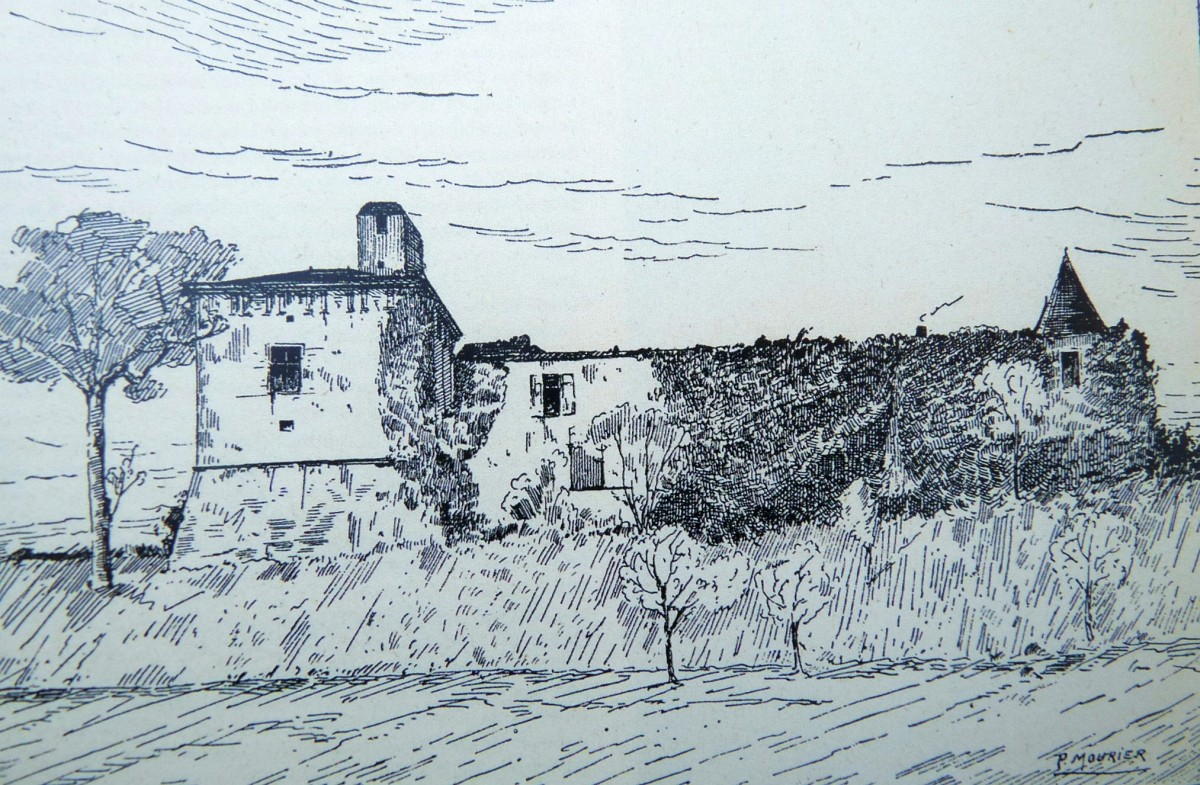
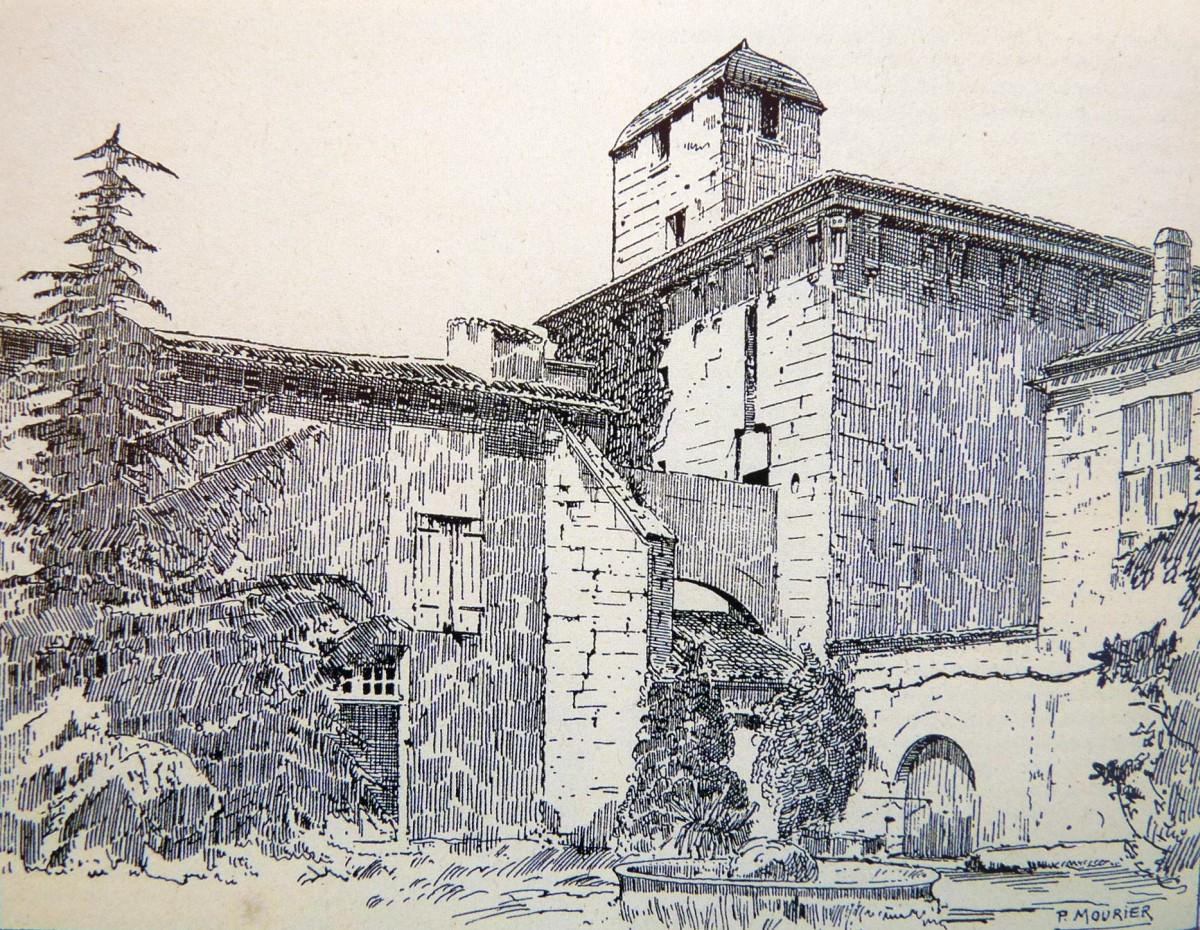

## Architecture
Le château de la Maillou est constitué d'un donjon inachevé, isolé, relié au corps de logis par un pont-volant. Ce corps de logis du XVIe siècle est complété par une maison d'habitation de XVIIe siècle dont la porte est encadrée de pilastres.
Le donjon est une tour massive et carrée, de style médiéval et défensif à cause des guerres de religion encore présentes à l'époque. On y accédait par un pont-levis, aujourd'hui disparu. Elle est entièrement séparée des deux corps de logis dont elle forme l'angle. Elle possède une voûte en dôme, et elle est surmontée par une sorte d'échauguette caractéristique. 
L'aile orientale, qui sert aujourd'hui de maison, datant du XVIIe siècle, comporte au rez-de-chaussée une salle voûtée du XVe siècle d'un bâtiment antérieur.
Les bâtiments de l'exploitation viticole complètent la fermeture de la cour ou l'on entre par un porche charentais avec devant dans l'axe un pigeonnier.

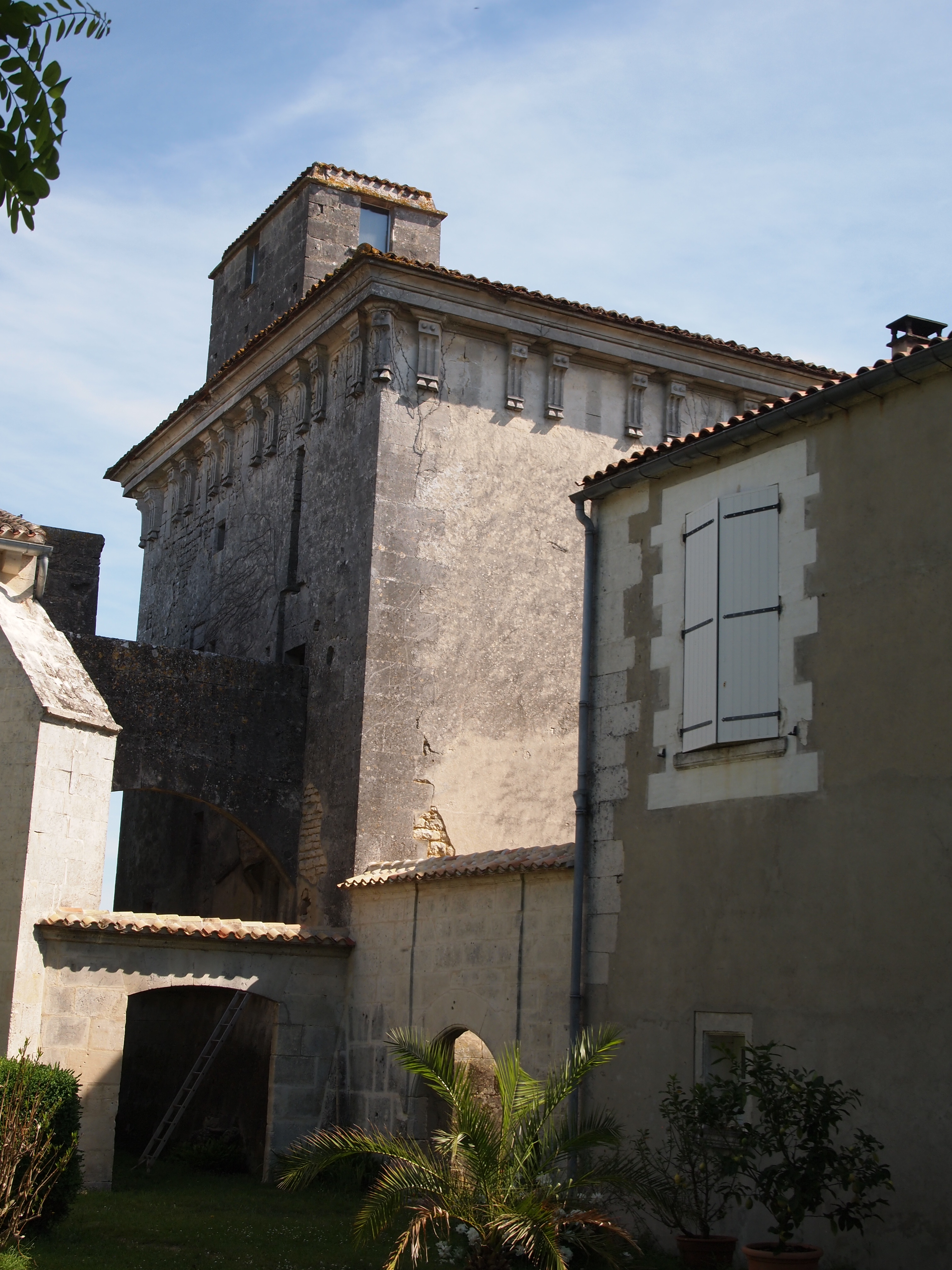
Le donjon
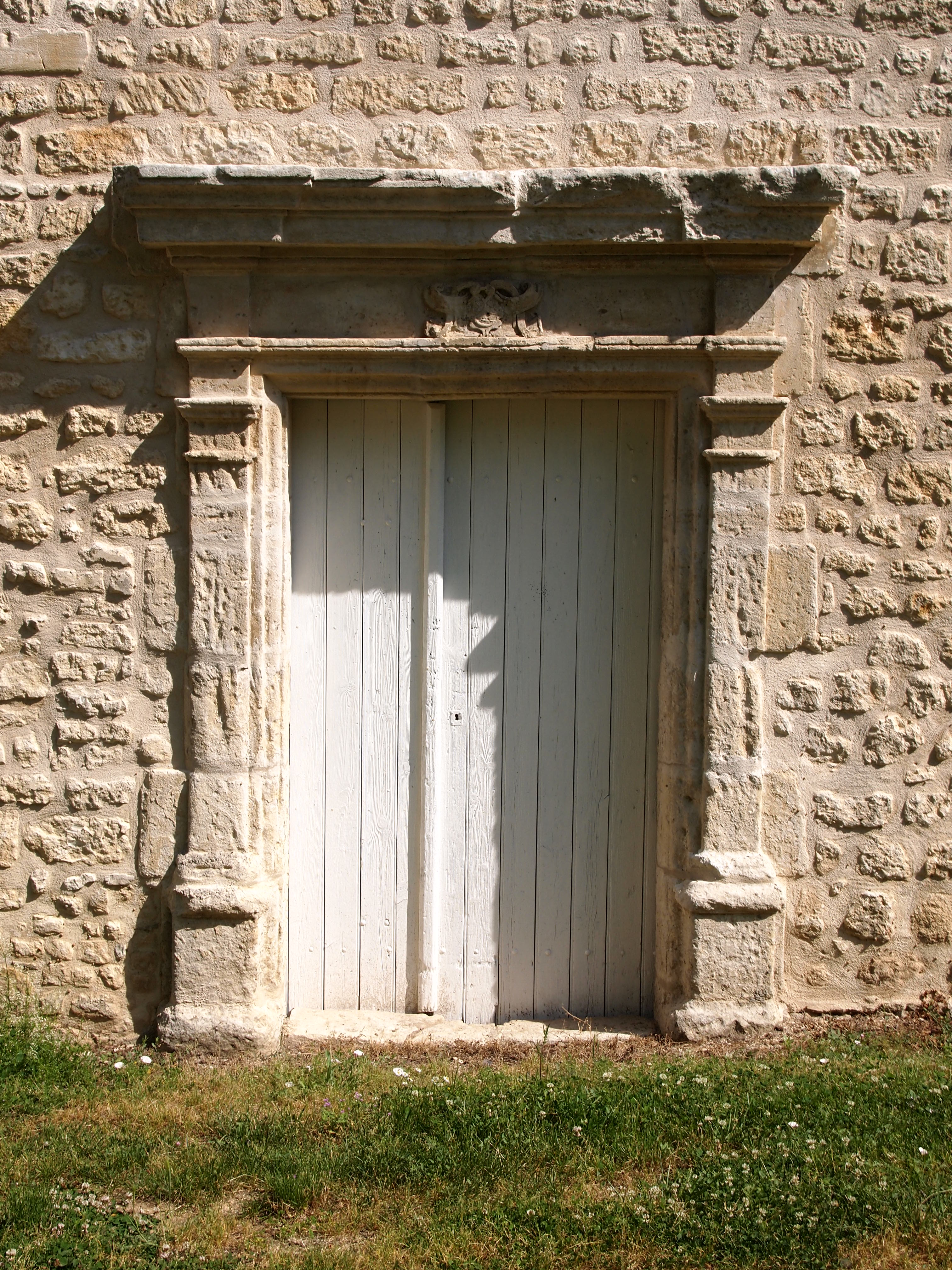
porte à pilastres
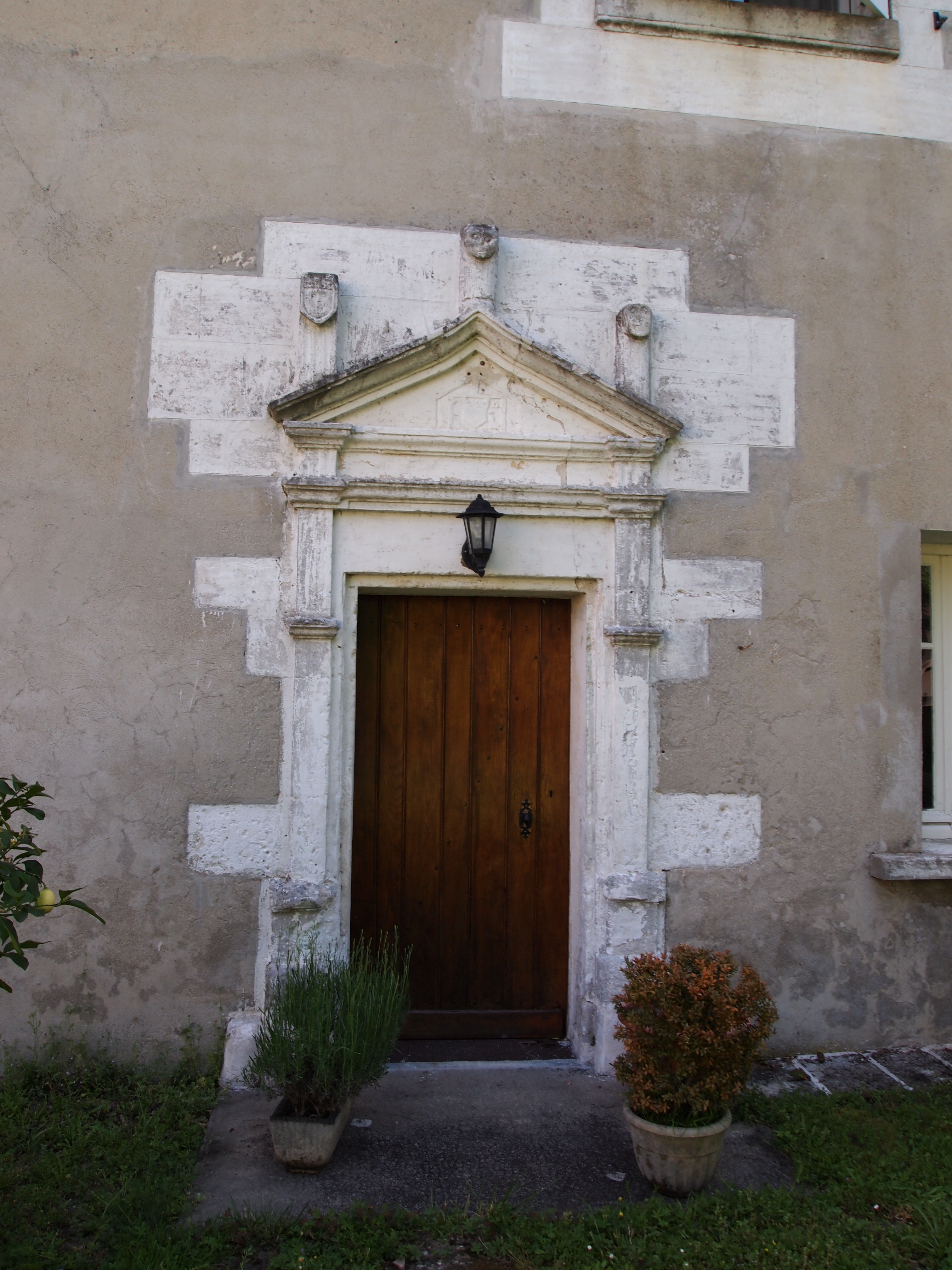
porte
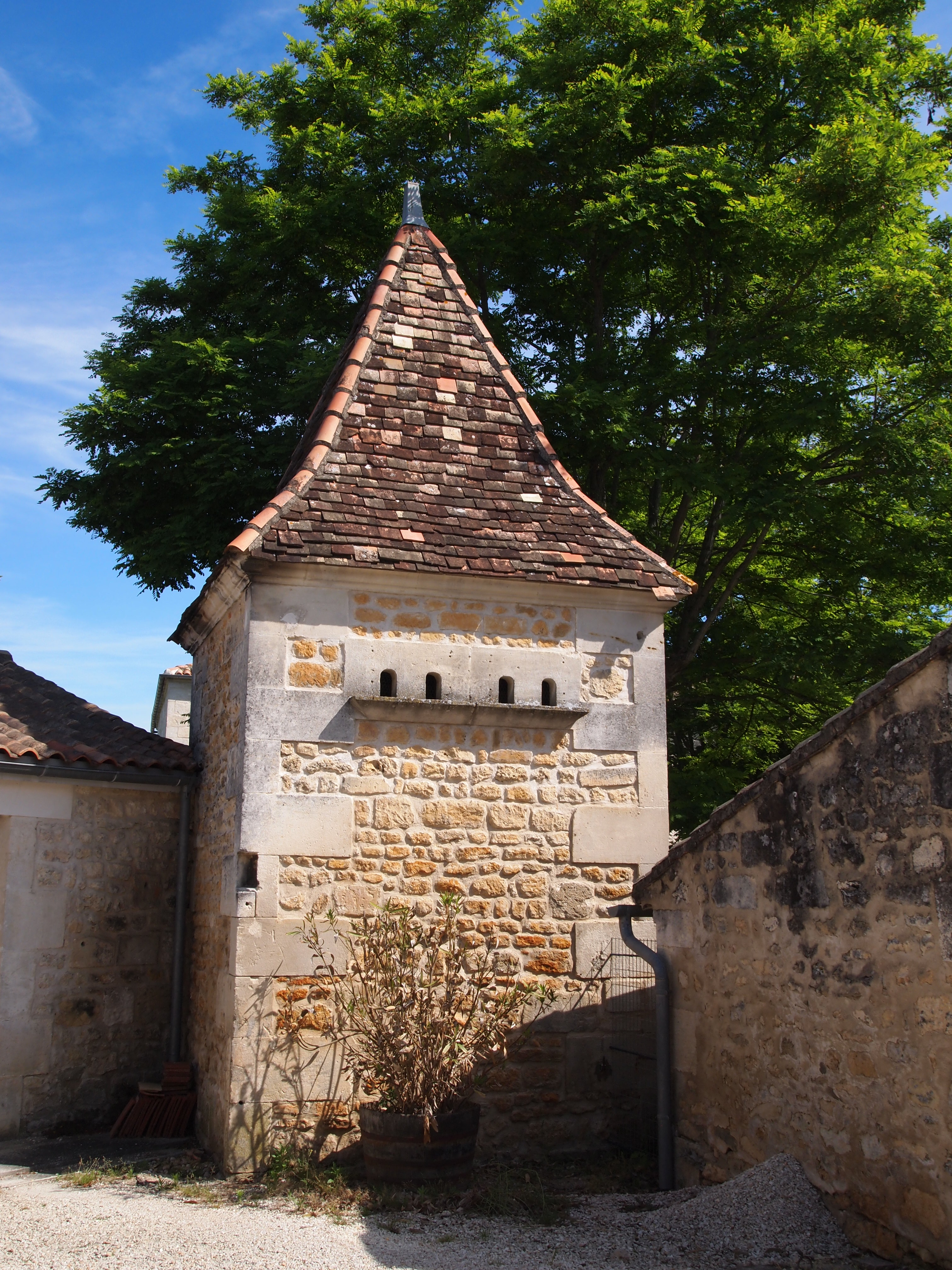
le pigeonnier